# Hribski urh
Hribski urh (znanstveno ime Bombina variegata) spada v družino žab urhov Bombinatoridae. Vpisan je na seznam ogroženih živalskih vrst v Sloveniji.

## Opis
Hribski urh zraste v dolžino med 35 in 55 mm. Po zgornji strani telesa so sivo rjave barve s svetlimi pikami in bradavicami. Po trebuhu so sivo modre ali črno modre barve, posejane s svetlo rumenimi ali oranžnimi pikami ali lisami. Zenice imajo obliko srca, v ušesih pa ni videti bobniča.
Parjenje poteka pozno spomladi ali v začetku poletja, ko se samci oglašajo z značilnim melodičnim "uh... uh... uh".
Mrest sestavlja od 2 do 30 jajčec, ki so pritrjena na travo ali drugo rastlinje. Jajčeca so po zgornji strani rjave, po spodnji pa svetle barve in merijo v premeru od 1,5 do 2 mm. Sluz, ki jih ovija, je debela od 5 do 8 mm. Jajčeca samice odlagajo konec maja in v juniju.
Paglavci so v zadnjem stadiju razvoja dolgi okoli 55 mm, konica repa pa je pri paglavcu hribskega urha zaobljena. Barva paglavcev je umazano siva in se mavrično preliva.

## Razširjenost
Hribski urh se zadržuje v neposredni bližini voda, običajno ob potokih in rekah. Pogosto se zadržuje tudi v mlakah gozdnih poti v bližini stalnih vodnih virov. V take mlake najraje odlaga jajčeca, saj se zaradi višjih temperatur vode v njih paglavci hitreje izvalijo. Hribski urh je sposoben prepotovati večje razdalje, zaradi česar se uspešno širi izven svojega okolja. Zadržuje se v višje ležečih delih Evrope.